# Ludo De Rey
Ludo De Rey (* 6. Oktober 1958 in Mechelen) ist ein ehemaliger belgischer Radrennfahrer.

## Sportliche Laufbahn
De Rey war im Querfeldeinrennen (heutige Bezeichnung Cyclocross) aktiv. Von 1987 bis 1989 war er Berufsfahrer. 1983 und 1984 gewann er bei den nationalen Meisterschaften im Querfeldeinrennen der Amateure die Bronzemedaille. 1986 holte er den Titel.
Bei den Cyclocross-Weltmeisterschaften 1986 wurde er beim Sieg von Vito Di Tano Dritter, 1983 wurde er 5., 1984 10., 1987 12. De Rey gewann eine Reihe internationaler Querfeldeinrennen wie den Cyclocross Essen 1983, den Kasteelcross Zonnebeke 1990, Grote Prijs van het Zoniënwoud 1987.